# Michael Sweet
Michael Sweet (Whittier, 4 luglio 1963) è un cantante, chitarrista, pianista, produttore discografico e compositore statunitense.
Sweet è meglio noto per essere il fondatore, chitarrista e cantante della christian metal band  Stryper. Nel 1992 intraprende la carriera solistica e lascia il gruppo che riprenderà nel 1999.

## Biografia
Ha cominciato a suonare la chitarra all'età di 5 anni e a cantare a 12. Nel 1983 Michael Sweet insieme al fratello Robert fonda gli Stryper. Negli anni a seguire pubblicarono diversi album vincendo numerosi dischi di platino e d'oro, ma si sciolsero nel 1992 quando Michael intraprese la carriera solistica.
Il primo suo album ufficiale è Michael Sweet datato 1994 che vendette oltre 250 000 copie. Il secondo è Real pubblicato l'anno successivo, nel 1998 viene pubblicato Truth e nel 2006 esce Him. Nel 1999 Michael Sweet riunisce nuovamente gli Stryper con cui compone due nuovi lavori: la raccolta 7 Weeks: Live in America, 2003 e l'album Reborn.
Nel 2007 è diventato voce dei Boston, band fondata dall'amico Tom Scholz.
Nel 2015 esce l'album Only to Rise registrato insieme al chitarrista George Lynch.

## Discografia

### Solista
- 1994 - Michael Sweet
- 1995 - Real
- 1998 - Truth Demos
- 1999 - Unstryped
- 2000 - Truth
- 2006 - Him

### Con gli Stryper

#### Album in studio
- 1984 - The Yellow and Black Attack
- 1985 - Soldiers Under Command
- 1986 - To Hell with the Devil
- 1988 - In God We Trust
- 1990 - Against the Law
- 2005 - Reborn
- 2009 - Murder by Pride
- 2011 - The Covering
- 2013 - Second Coming
- 2013 - No More Hell to Pay
- 2015 - Fallen
- 2018 - God Damn Evil
- 2020 - Even the Devil Believes
- 2022 - The Final Battle
- 2024 - To Hell With the Amps
- 2024 - When We Were Kings

#### Live
- 2004 - 7 Weeks: Live in America, 2003
- 2006 - Extended Versions

#### Raccolte
- 1991 - Can't Stop the Rock
- 2003 - Seven: the Best of Stryper

### Altri album
- 2004 - Liberty N' Justice - Welcome To The Revolution
- 1989 - Mass - Voices in the Night
- 2000 - Savannah - Forever's Come and Gone
- 2015 - Sweet & Lynch - Only to Rise
- 2017 - Sweet & Lynch - Unified